# Кизилсайський сільський округ (Жанаозенська міська адміністрація)
Кизилса́йський сільський округ (каз. Қызылсай ауылдық округі, рос. Кызылсайский сельский округ) — адміністративна одиниця у складі Жанаозенської міської адміністрації Мангистауської області Казахстану. Адміністративний центр та єдиний населений пункт — село Кизилсай.
Населення — 5803 особи (2021; 4994 у 2009, 3386 у 1999, 2764 у 1989).
Станом на 1989 рік існувала Узенська селищна рада (смт Узень), з 1993 року — Узенська селищна адміністрація, з 1997 року — Кизилсайська селищна адміністрація, у період 1999-2009 років — Кизилсайський сільський округ.